# Miguel Mykycej
Miguel Mykycej FDP (* 17. Oktober 1934 in Horocholyna; † 20. Mai 2017 in Buenos Aires) war ein ukrainischer griechisch-katholischer Geistlicher und Bischof von Santa María del Patrocinio en Buenos Aires.

## Leben
Miguel Mykycej trat der Ordensgemeinschaft der Söhne der göttlichen Vorsehung bei und der Erzbischof von Lemberg, Jossyf Ivanovič Slipyj, weihte ihn am 21. April 1963 zum Priester.
Papst Johannes Paul II. ernannte ihn am 23. Juni 1990 zum Weihbischof in Santa María del Patrocinio en Buenos Aires und Titularbischof von Nazianzus. Der Bischof von Santa María del Patrocinio en Buenos Aires, Andrés Sapelak SDB, spendete ihm am 23. Juni desselben Jahres die Bischofsweihe; Mitkonsekratoren waren Efraím Basílio Krevey OSBM, Bischof von São João Batista em Curitiba, und Abelardo Francisco Silva, Bischof von Presidencia Roque Sáenz Peña. 
Am 20. Januar 1998 wurde er durch Johannes Paul II. zunächst zum Apostolischen Administrator und am 24. April 1999 zum Bischof von Santa María del Patrocinio en Buenos Aires ernannt. Am 25. Juli desselben Jahres wurde er in das Amt eingeführt. Am 10. April 2010 nahm Papst Benedikt XVI. sein altersbedingtes Rücktrittsgesuch an.

## Einzelnachweis
1. ↑  Відійшов у вічність єпископ-емерит Михайло (Микицей) (Memento des Originals vom 21. Mai 2017 im Webarchiv archive.today)  Info: Der Archivlink wurde automatisch eingesetzt und noch nicht geprüft. Bitte prüfe Original- und Archivlink gemäß Anleitung und entferne dann diesen Hinweis.